# Dominick von Waaden
Dominick Jordan von Waaden (* 8. September 1999 in Bamberg) ist ein US-amerikanisch-deutscher Basketballspieler.

## Werdegang
Der Sohn des ehemaligen Bundesligaspielers Gary von Waaden war als Jugendlicher zunächst Spieler mehrerer Vereine (FC Baunach, TSV Breitengüßbach, TTL Bamberg, BG Regnitztal) in Oberfranken. Er war Mitglied der Bayernauswahl und weckte das Interesse der Talentspäher des Deutschen Basketball Bunds. Von Waaden zog mit seiner Familie ins Heimatland seines Vaters und war zwischen 2014 und 2018 Schüler an der John H. Pitman High School im kalifornischen Turlock, deren Basketballmannschaft er angehörte.
Zur Saison 2018/19 wechselte von Waaden zum deutschen Drittligisten Herzöge Wolfenbüttel, 2019 schloss er sich dem Regionalligisten SBB Baskets Wolmirstedt an, mit dem 2021 der Aufstieg in die 2. Bundesliga ProB gelang. In der dritthöchsten Spielklasse kam von Waaden in der Saison 2021/22 auf einen Mittelwert von 8,8 Punkten je Begegnung und wechselte in der Sommerpause 2022 zum Zweitligisten PS Karlsruhe. Mit der Mannschaft gewann er Anfang Juni 2024 den Meistertitel in der zweithöchsten deutschen Spielklasse, eine Bundesliga-Lizenz erhielt der Verein nicht.
Im Sommer 2024 wechselte von Waaden aus Karlsruhe zum Drittligisten Paderborn Baskets. 2025 kehrte er mit seinem Wechsel zu Phoenix Hagen in die zweithöchste deutsche Spielklasse zurück.